# 國道444號
國道444號是長崎縣大村市至佐賀縣佐賀市的一條一般國道。

## 概要

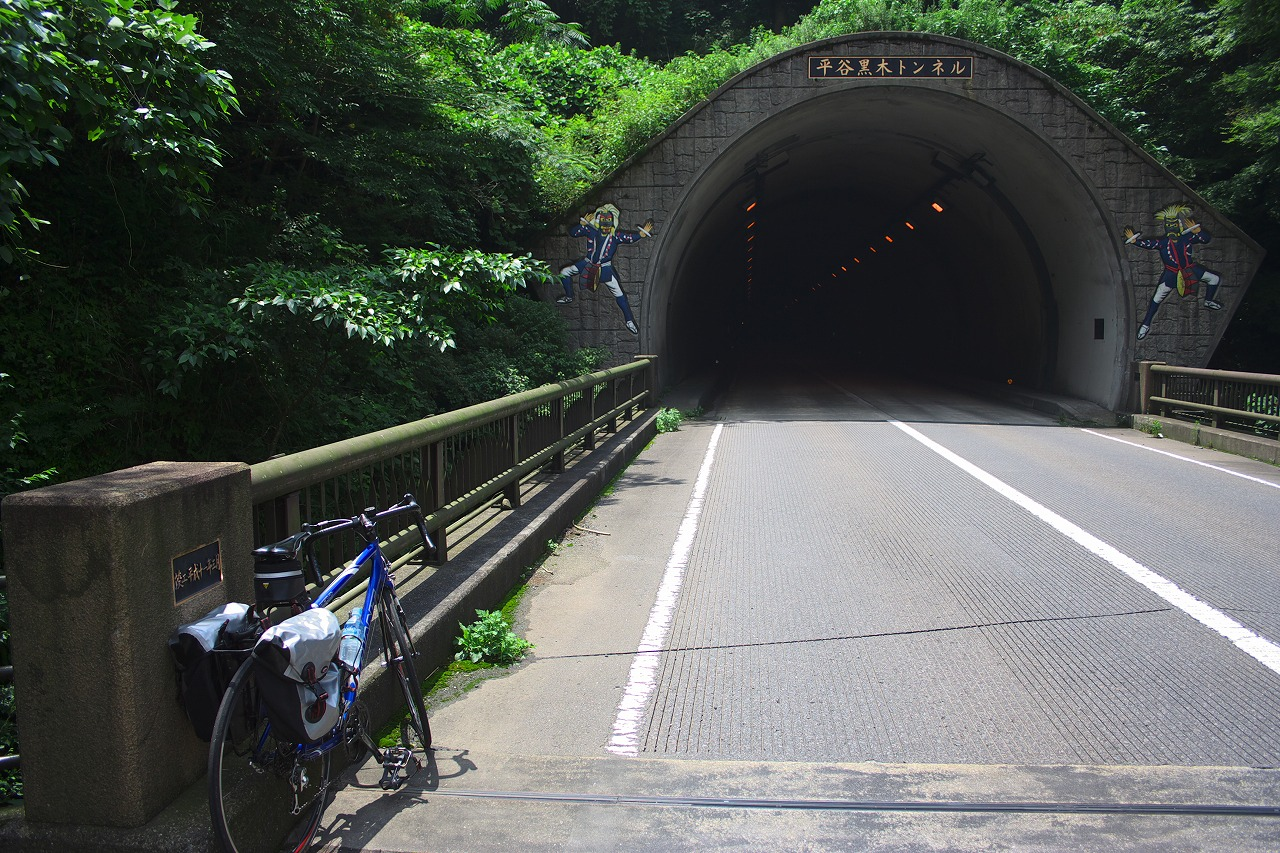
平谷黑木隧道

- 起點：長崎縣大村市（櫻馬場交叉点 = 國道34号交点）
- 終點：佐賀縣佐賀市（諸富橋西交叉点 = 國道208号交点）
- 總距離：73.5km
- 經過地：鹿島市、杵島郡白石町、小城市

1999年3月，平谷黑木隧道開通，全線通車。

## 歷史
1982年4月1日 - 路線認定。

## 共線路段
- 佐賀縣道285号大詫間光法停車場線：佐賀縣佐賀市川副町（中津公車站附近） - 佐賀市諸富町（上下角公車站附近）
- 国道207号：佐賀縣鹿島市（しめご交叉点） - 佐賀縣杵島郡白石町（室島南交叉点）

## 外部連結
- 長崎縣土木部 （页面存档备份，存于）
- 佐賀縣：道路課
- 道路時刻表 （页面存档备份，存于）